# Université de Zagazig
 (juin 2018).
Si vous disposez d'ouvrages ou d'articles de référence ou si vous connaissez des sites web de qualité traitant du thème abordé ici, merci de compléter l'article en donnant les références utiles à sa vérifiabilité et en les liant à la section « Notes et références ».
L'université de Zagazig (en arabe : جامعة الزقازيق ; en anglais : Zagazig University) est une université publique située à Zagazig, en Égypte.
Elle est classée par le U.S. News & World Report au 36e rang du classement régional 2016 des universités arabes.

## Source
- (en) Cet article est partiellement ou en totalité issu de l’article de Wikipédia en anglais intitulé « Zagazig University » (voir la liste des auteurs).